# Heckenkuckuck
Der Heckenkuckuck (Centropus sinensis) ist ein elsterngroßer, kontrastreich schwarz-braun gefärbter Kuckucksvogel (Cuculiformes). Er gehört der Unterfamilie der Spornkuckucke (Centropodinae) an, deren Vertreter keine Brutparasiten sind. Wegen seines langen Schwanzes wird er im Englischen auch Crow Pheasant (Krähenfasan) genannt. Das Artepitheton bezieht sich auf das südchinesische Verbreitungsgebiet, aus dem das Typusexemplar stammt.
Heckenkuckucke leben als Standvögel in Paaren in einem großen Bereich Süd- und Südostasiens. Sie bauen umfangreiche Nester mit seitlichem Einflug, in denen sie zwei bis drei Junge großziehen. Sie sind Nahrungsopportunisten mit einem Schwerpunkt auf Insekten und Schnecken; letztere bilden auch den Hauptbestandteil des Jungenfutters.
Es werden meist 6 Unterarten beschrieben. Der Andamanenkuckuck (C. andamanensis), zuvor eine Unterart des Heckenkuckucks, wurde kürzlich in Artrang gestellt, für eine weitere Inselrasse (C. kangeangensis) wird dies diskutiert. Der Heckenkuckuck ist eine gebietsweise häufige Art. Seine Bestandssituation wird mit LC (=least concern - nicht gefährdet) angegeben.

## Aussehen und Stimme

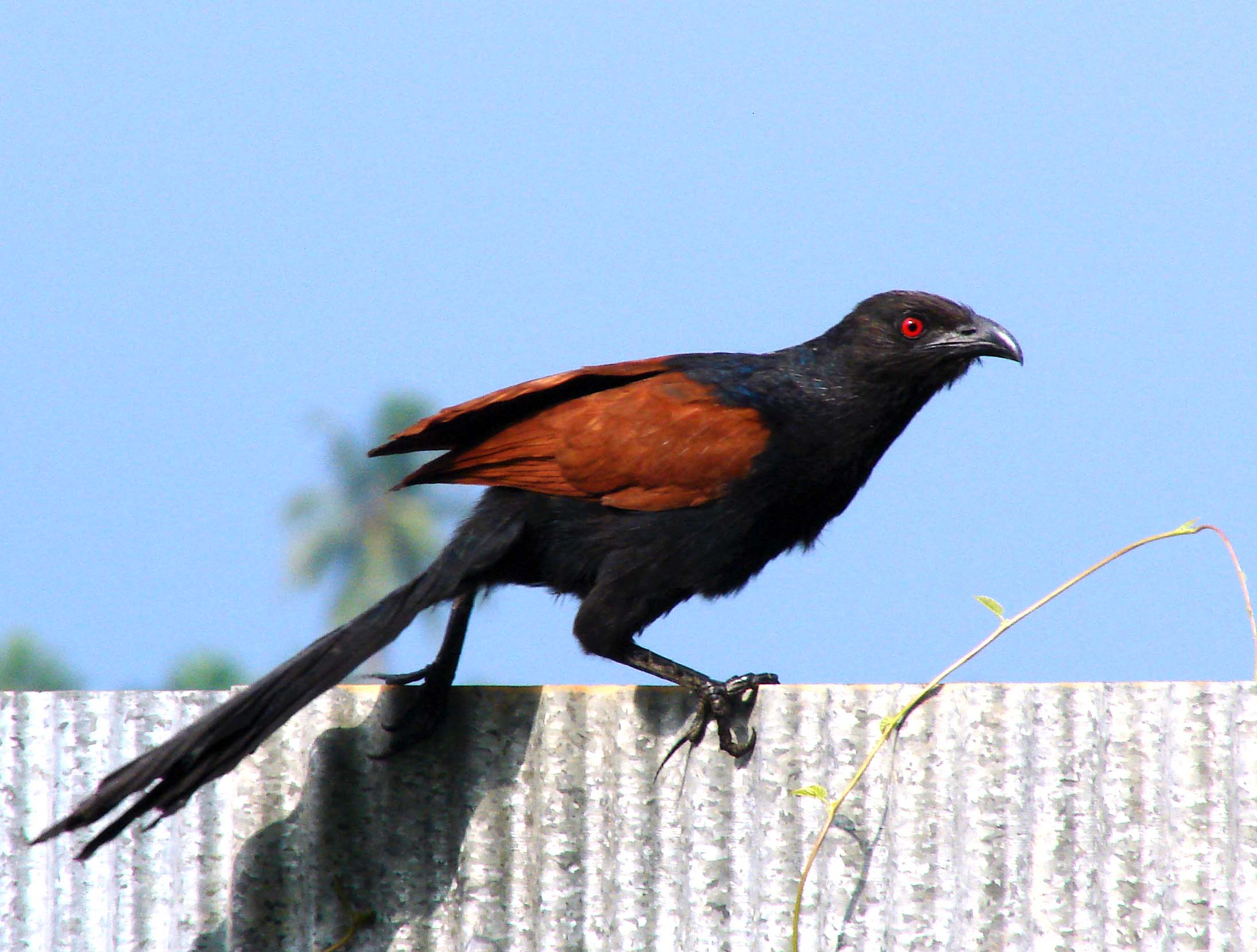
Centropus sinensis parroti - Deutlich ist der Sporn, die verlängerte, gerade Kralle zu erkennen

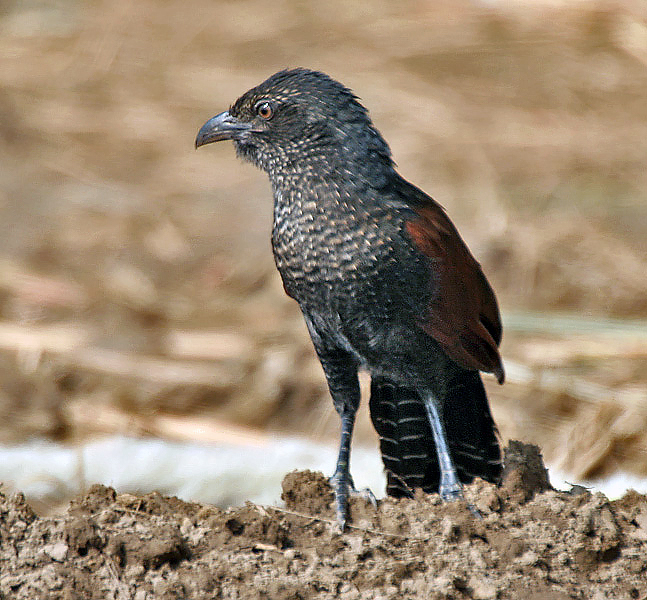
Jungvogel

Heckenkuckucke sind große, auffällig gefärbte Vögel, die in ihrem Verbreitungsgebiet weitgehend unverwechselbar sind. Der sehr ähnlich gefärbte, auf Borneo und Sumatra sympatrisch mit dem Heckenkuckuck vorkommende Kurzspornkuckuck (Centropus rectunguis) ist wesentlich kleiner.
Adulte Heckenkuckucke sind 47–52 Zentimeter groß. Ihr Gewicht liegt zwischen 236 und 268 Gramm. Wie bei allen Sporenkuckucken besteht ein leichter reverser Größen- und Gewichtsdimorphismus, Weibchen sind also etwas größer und schwerer als Männchen. In der Gefiederfärbung unterscheiden sich die Geschlechter nicht. Die Unterart C. s. kangeangensis kommt in einer hellen und dunklen Morphe vor.
Kopf, Nacken, sowie die gesamte Unterseite sind schwarz, ebenso der lange, breite Schwanz. Der Mantel, die Flügeldecken und die Flügel sind satt kastanienbraun. Farbübergänge fehlen, sodass die beiden Farben stark kontrastieren. Die schwarzen Gefiederanteile irisieren je nach Lichteinfall besonders an den Wangen, am Scheitel und an der Brust violett oder purpurn, am Schwanz eher grünlich. Die Iris ist rötlichbraun, der mächtige, gekurvte Schnabel ist schwarz; ebenso gefärbt sind Beine und Zehen. Wie bei allen Vertretern der Gattung Centropus trägt eine Hinterzehe eine gerade, deutlich verlängerte Kralle, den für die Gattung namensgebenden Sporn.
Jungvögel unterscheiden sich deutlich von ausgefärbten Individuen. Der Kopf ist glanzlos schwarzgrau mit bräunlichen Einschlüssen, der Nacken ist weißlich gebändert, der Rücken rötlichbraun und der Schwanz zeigt eine enge hellbraune Bänderung. Auch einzelne Schwingen sind gebändert. Die Unterseite ist auf dunkelbraunem Grund schmutzigweiß gebändert oder gepunktet, einzelne Federn haben deutliche gelbe Schäfte. Die Iris ist grau bis braun, der Unterschnabel hellgrau. Jungvögel mausern am Ende ihres ersten Lebensjahres in das weitgehend ungebänderte Erwachsenengefieder, nur einzelne gebänderte Schwingen bleiben länger stehen.
Heckenkuckucke sind schlechte Flieger. Der geradlinige, langsame Flug wirkt angestrengt. Abwechselnd folgt einigen schnellen Flügelschlägen eine kurze Gleitphase.
Als meist in Paaren lebende Art ist der Heckenkuckuck akustisch recht auffällig. Charakteristischer Ruf ist ein gereihtes, tiefes, und weiches Huup…huup (Hörbeispiel) das oft in langen Folgen, in ansteigender und wieder abfallender Tonhöhe geäußert wird. Die Rufe des Weibchens sind meist tiefer und hohl klingender als die des Männchens. Oft rufen Paare im Duett. Der Ruf erinnert entfernt an den des Wiedehopfs. Häufig sind weiters ein leises Tok…tok…tok sowie verschiedene krächzende Rufe zu hören.

## Verbreitung und Lebensraum

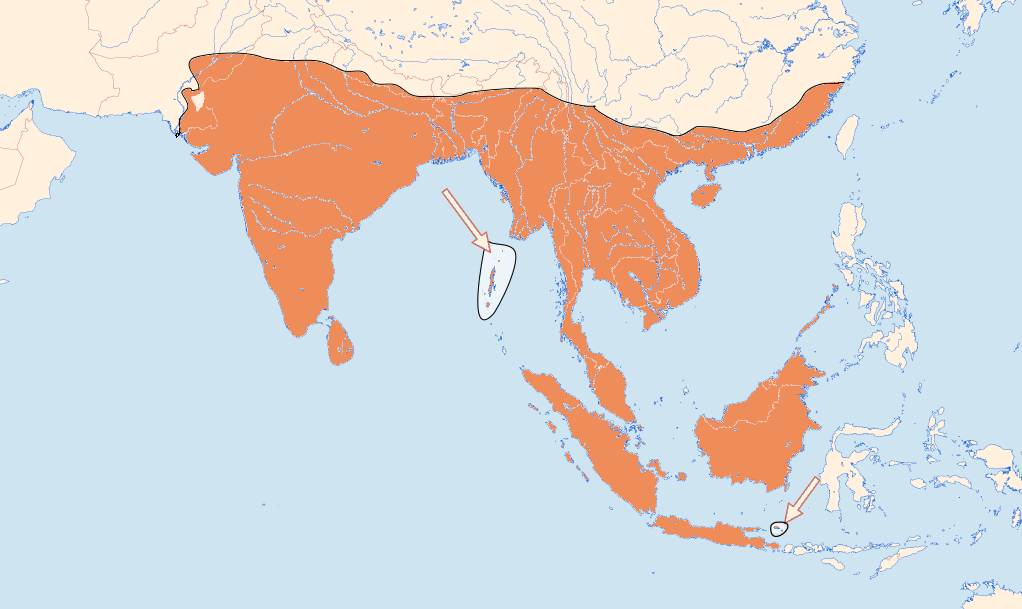
Verbreitungsgebiet des Heckenkuckucks und des Andamanenkuckucks

Die Art ist von Ostpakistan über den gesamten Indischen Subkontinent, Südchina ostwärts bis Zhejiang, die Indochinesische- und die Malaiische Halbinsel südostwärts bis Sumatra, Borneo und Bali verbreitet. Nordwärts reicht das Verbreitungsgebiet bis in die Vorgebirge des Himalaja, wo in letzter Zeit eine Arealausweitung zu beobachten ist. Verbreitet ist die Art weiters auf den meisten großen und kleineren Inseln dieses Bereiches wie Sri Lanka, Hainan, Palawan, dem Sulu-Archipel und anderen Inseln in der Sulusee, Madura sowie den Kangeaninseln. Die Art brütet auf den Matsu-Inseln und auf Kinmen, nicht aber auf Taiwan. Die früher als Unterart betrachteten Spornkuckucke der Andamanen und der nördlich davon liegenden Kokosinseln gelten heute als Art, während jene der Nikobaren zur Unterart C. s. bubutus zählen.

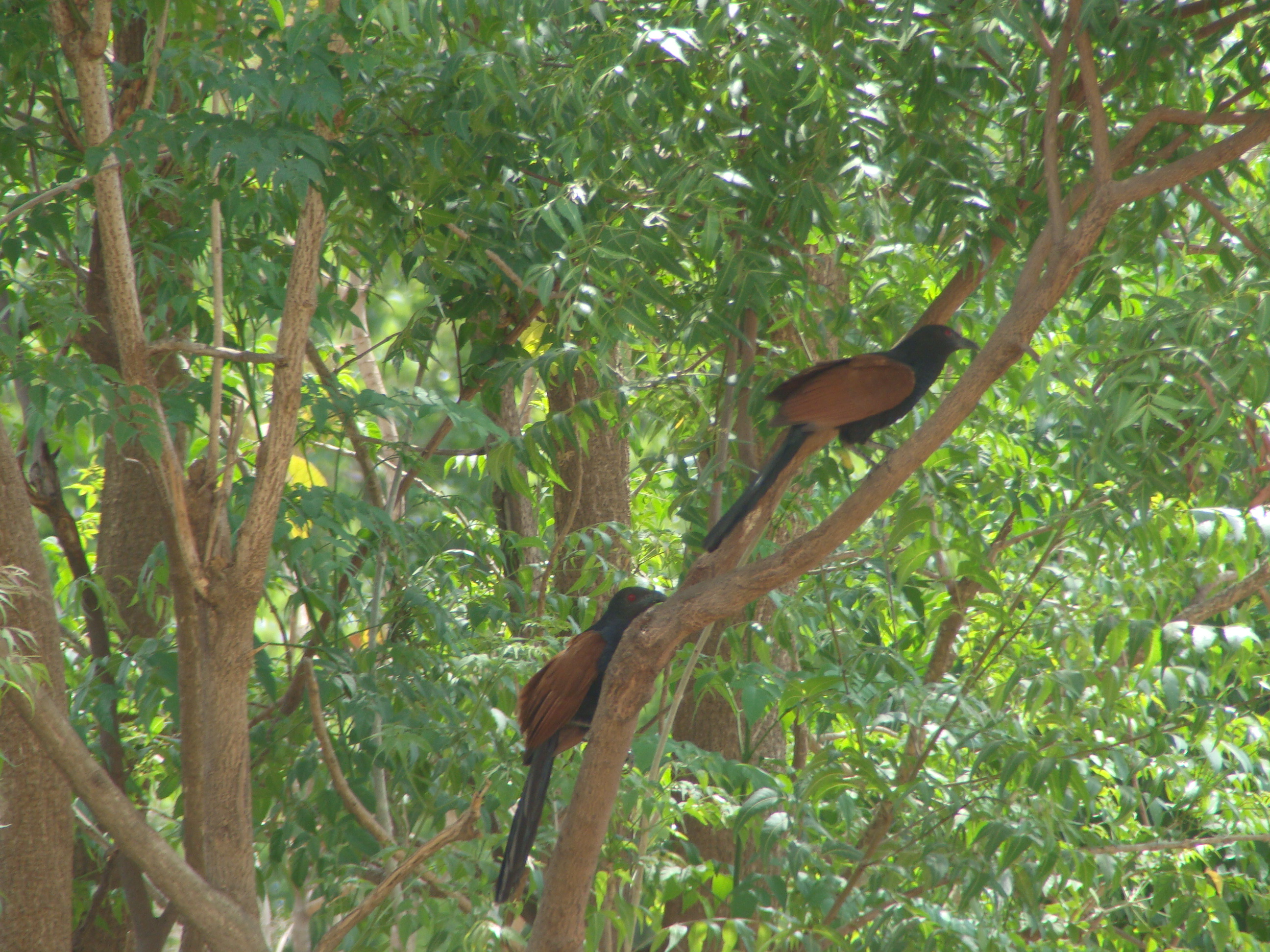
Ein Paar Heckenkuckucke im natürlichen Lebensraum

Heckenkuckucke sind in unterschiedlichen Habitaten weit verbreitet. Sie besiedeln offenes, locker baumbestandenes Grasland, Dorndickichte, Sekundärwälder, Rodungsgebiete, Randgebiete des Dschungels, landwirtschaftlich genutztes Land, insbesondere Reisfelder, Flusssäume und Mangroven. Sie erscheinen in größeren baumbestandenen Gärten und brüten in städtischen Parks. Dichte Primärwälder besiedeln sie nicht.
Die Art bewohnt vor allem die Niederungen und die Hügellandstufe bis 1200 Meter. Im Norden ihres Verbreitungsgebietes brütet sie vereinzelt bis 2100 Meter.
Der Raumbedarf ist für die Größe des Vogels sehr klein. In Südindien wurde eine mittlere Territoriumsgröße von 3,8 Hektar ermittelt.
Heckenkuckucke sind in ihrem gesamten Verbreitungsgebiet Standvögel.

## Nahrung und Nahrungserwerb
Heckenkuckucke sind Nahrungsopportunisten. Sie sind sowohl carnivor als auch frugivor, animalische Kost bildet jedoch den Hauptbestandteil ihrer Nahrung. Unter den Insekten erbeuten sie vor allem Raupen, Kakerlaken, Heuschrecken, Fangschrecken, Käfer und deren Larven, Ameisen und Libellen. Andere Arthropoden unter den Beutetieren sind Hundert- und Tausendfüßer, Spinnen, Skorpione, Krabben, Regenwürmer und Landschnecken. Regional können Schnecken, vor allem Helix vittata zur Hauptnahrung werden. Ebenso gehören Jungvögel und Vogeleier, Eidechsen, Geckos, Frösche, Kröten und kleine Schlangen sowie kleine Säugetiere wie Mäuse und junge Igel ins Nahrungsspektrum. Sie gehen auch an Aas und verzehren verschiedene Früchte und Samen.
Heckenkuckucke jagen vor allem am Boden nach ihrer Beute. Sie verfolgen hüpfend und laufend fliehende Tiere, stochern im Boden, im Schlamm und in flachen Uferbereichen, wenden Steine und lesen Insekten von Gräsern und dem Laub von Büschen ab. Nahrungssuchend sind sie auch in Bäumen bis zur Wipfelregion zu finden, wo sie Früchte pflücken aber auch Lebewesen von der Oberfläche von Ästen ablesen und Vogelnester plündern. Heckenkuckucke fressen das Mesocarp reifer Früchte der Ölpalme und gelten in Ölpalmenplantagen als Schädlinge.

## Brutbiologie
Adulte Heckenkuckucke leben in Paaren. Sie führen offenbar eine monogame Beziehung über deren Dauer keine Angaben vorliegen. Die Balz besteht aus Gesangsduetten, Verfolgungsjagden, Futterbetteln und Futterübergaben. Die Paarung erfolgt meist auf dem Boden.

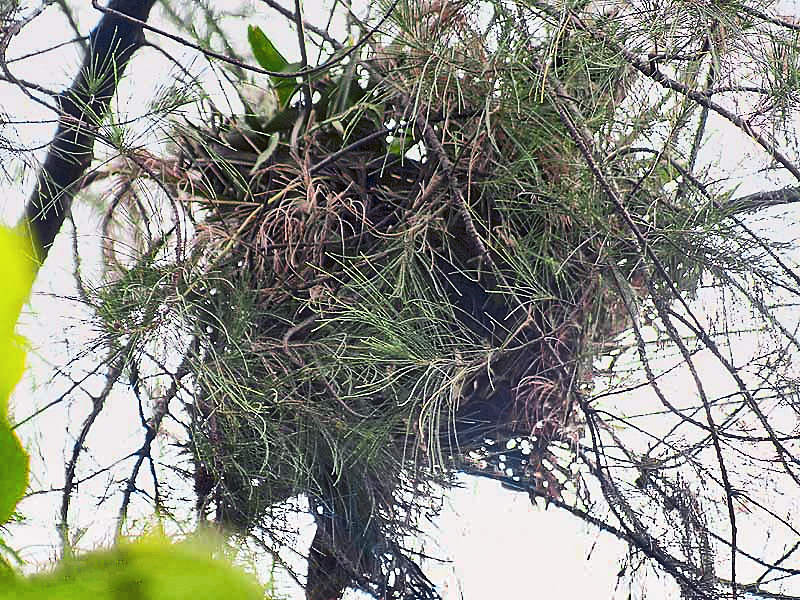
Nest eines Heckenkuckucks

Vor allem die Männchen bauen umfangreiche, kugelige, gedeckte Nester aus trockenen Gräsern, Zweigen und Dorngestrüpp, die an der Außenseite mit Materialien der Umgebung verkleidet und getarnt werden. Zuweilen wird die Konstruktion mit Schlamm verstärkt. Der Einflug ist seitlich angebracht. Oben offene Nester sind selten. Weibchen beteiligen sich im unterschiedlichen Maße am Nestbau. Das Nest liegt in Bäumen selten über 6 Meter, in dichten Dorngebüschen oder gut getarnt am Boden.
Die Eiablage beginnt regional meist mit dem Einsetzen der Regenzeit, doch können – vor allem in den äquatornahen Verbreitungsgebieten – während des gesamten Jahres frische Gelege gefunden werden. Die Gelege bestehen aus 2–3, in Ausnahmefällen aus bis zu 5 weißen Eiern, die frisch gelegt einen gelblichen Glanz aufweisen. Sie sind bei einem Gewicht von etwa 15 Gramm im Durchschnitt 35 × 28 Millimeter groß. Die Eiablage beginnt oft vor der Fertigstellung des Nestes. Die Brutdauer beträgt 15–16 Tage. Beide Partner brüten und füttern die Jungen. In den ersten Tagen bilden vor allem Schnecken die Nestlingsnahrung. Nach 18–22 Tagen verlassen die Jungvögel das Nest und werden anschließend noch etwa zwei Monate von den Eltern geführt. Zur Dismigration der Jungvögel liegen keine Angaben vor.
Zum Bruterfolg gibt eine Untersuchung aus Indien folgende Zahlen an: 77 % der Eier schlüpften, von den Nestlingen kamen 67 % zum Ausfliegen. Viele Gelege werden von Krähen, vor allem von Arten aus dem Dickschnabelkrähen-Komplex (Corvus macrorhynchos s. l.) zerstört.

## Systematik

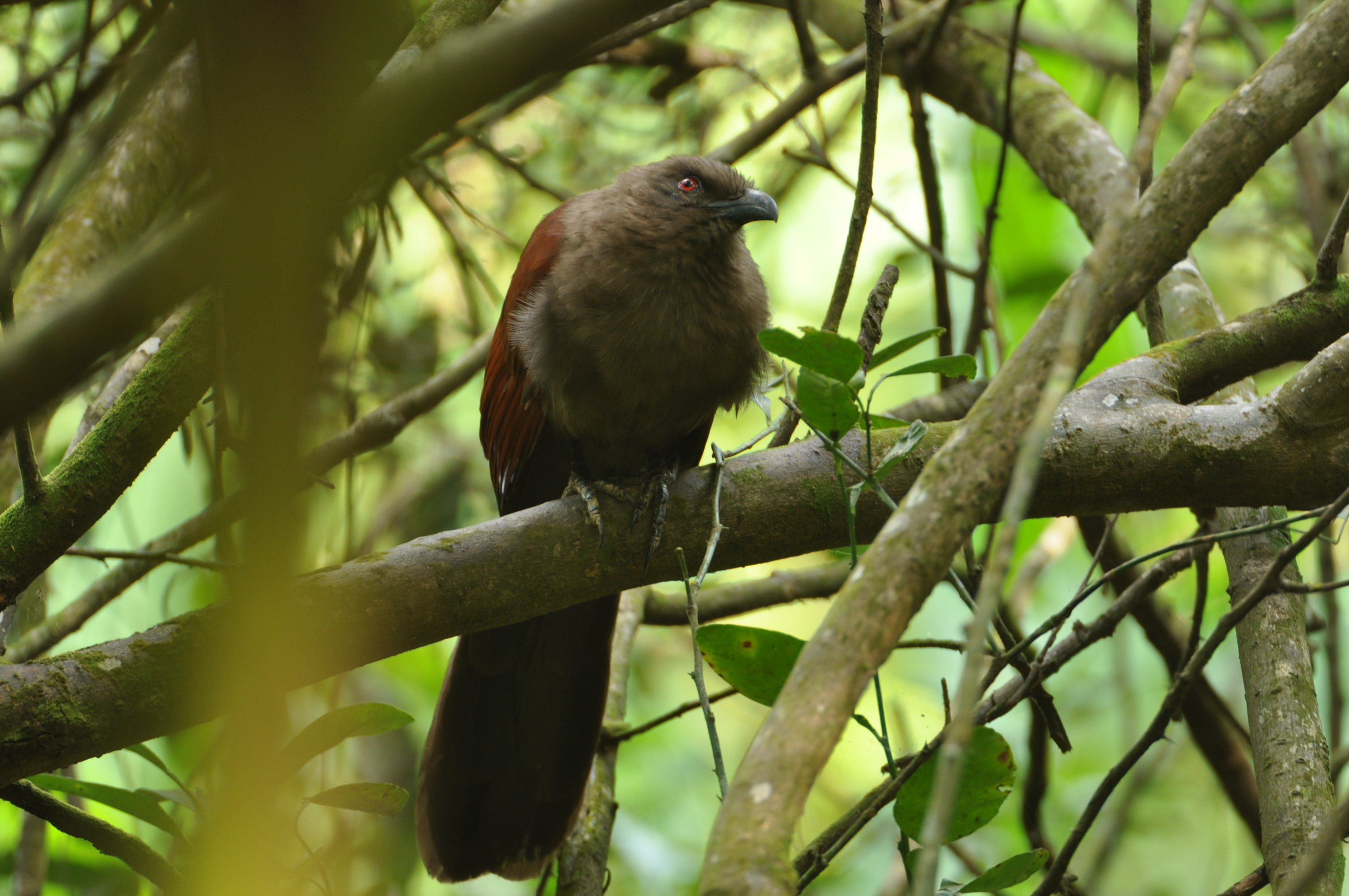
Andamanenkuckuck, dunkle Morphe. Die Unterart C. s. kangeangensis ist diesem sehr ähnlich und erscheint ebenfalls in einer grauen und fast weißen Morphe

Der Heckenkuckuck ist eine von 28 Arten der Gattung Centropus. Diese Gattung, deren Vertreter in Süd-, Südostasien, Nordaustralien und den Salomonen, in Afrika und auf Madagaskar beheimatet sind, weist keine Brutparasiten auf. Die Schwesterart des Heckenkuckucks ist der Andamanenkuckuck (C. andamanensis), in die nächste Verwandtschaft gehört der Javakuckuck (C. nigrorufus). Payne zählt C. andamanensis als Unterart des Heckenkuckucks, meist wird dieser jedoch als eigenständige Art betrachtet.
- Centropus sinensis sinensis (Stephens, 1815): Pakistan, nördliches Indien, südliche Vorberge des Himalaja, Südchina.
- C. s. parroti Stresemann, 1913: Zentrales und südliches Indien, Sri Lanka. Oberer Rücken schwarz. Jungvögel weisen keine Bänderung an den Schwingen auf.
- C. s. intermedius (Hume, 1873): Bangladesch, Yunnan, Hainan, Myanmar, Thailand, nördliche malaiische Halbinsel. Wie C. s. parroti aber etwas kleiner.
- C. s. bubutus Horsfield, 1821: Zentrale und südliche malaiische Halbinsel, Sumatra, Borneo und Java sowie Palawan. Eine große Unterart. Flügel heller braun mit einzelnen hellen Federschäften.
- C. s. anonymus Stresemann, 1913: Balabac und Sulu-Inseln. Wie C. s. bubutus, Flügel aber dunkler.
- C. s. kangeangensis Vorderman, 1893: Kangeaninseln. Zwei Farbmorphen: Bei der dunklen Morphe sind Kopf, Rücken, Kehle und Schwanz graubraun, die Brust ist grau gefleckt. Die helle Morphe ist bis auf die kastanienbraunen Flügel schmutzig weiß.

## Bestand und Bedrohung
Der Heckenkuckuck ist eine gebietsweise häufige Art. Genaue Bestandsangaben fehlen jedoch, vor allem ist die Bestandsentwicklung der Inselrassen unbekannt. Das Verbreitungsgebiet umfasst annähernd 8 Millionen km². Zurzeit wird die Art mit allen Unterarten als nicht gefährdet betrachtet.

## Bedeutung für den Menschen
Der Heckenkuckuck spielt im Volksglauben der einheimischen Bevölkerung sowohl als gutes als auch als schlechtes Omen eine gewisse Rolle. In der Volksmedizin wird sein Fleisch als Heilmittel gegen Asthma und andere Lungenerkrankungen verwendet.